# Flughafen Guantánamo

i7
i11
i13
Der Aeropuerto Mariana Grajales (IATA-Code: GAO, ICAO-Code: MUGT)  ist ein Regionalflughafen in der kubanischen Stadt Guantánamo (Provinz Guantánamo). Er dient der nationalen Anbindung der Stadt und der Region. Betreiber des Flughafens ist der Staatsbetrieb Empresa Cubana de Aeropuertos y Servicios Aeronáuticos S.A. (ECASA).

## Lage
Der Flughafen liegt südöstlich der Stadt Guantánamo und zirka 8 km vom Stadtzentrum entfernt in der Nähe der Ortschaften Paraguay und Las Lajas. Er liegt auf einer Höhe von 17 Metern über dem Meeresspiegel und hat eine ausgewiesene Start- und Landebahn „17/35“ (Asphalt), die 2446 × 45 Meter misst.

## Name
Der Flughafen trägt den Namen Mariana Grajales. Mariana Grajales Coello war eine kubanische Freiheitskämpferin gegen die Sklaverei. Sie und ihre Familie kämpften im Zehnjährigen Krieg (1868–1878), im Guerra Chiquita (spanisch für: „Kleiner Krieg“, 1879–1880) und im Kubanischen Unabhängigkeitskrieg (1895–1898).
Justo Luis Pozo del Puerto, der Bürgermeister Havannas, ernannte sie 1957 zur „Mutter Kubas“.
Nach ihrem Sohn, Antonio Maceo Grajales, der im Kubanischen Unabhängigkeitskrieg als General diente, wurde der Flughafen in Santiago de Cuba benannt.

## Geschichte
Die Start- und Landebahn wurde während des Zweiten Weltkriegs von der US Navy als Reserveluftwaffenstützpunkt für den illegalen US-Marinestützpunkt Guantanamo Bay Naval Base gebaut. Bis in die 1960er Jahre hieß der Flughafen „Aeródromo de los Caños“.
Im Jahr 2016 erzielte der Flughafen während der Wiederaufbaubemühungen infolge der vom Hurrikan Matthew angerichteten Verwüstungen in den Gebieten um Guantánamo einen Rekord an Flugbewegungen und Passagierbeförderungen. Mit 941 wurden fast doppelt so viele Flugbewegungen registriert wie üblich.

## Fluggesellschaften und -ziele
Die staatliche Fluggesellschaft Cubana de Aviación S.A. bietet Inlandsflüge von und nach Havanna an. Überdies gibt es auch internationale Flüge nach Frankfurt am Main (Deutschland) und Madrid (Spanien).